# عرب البشاتوة
عرب البشاتوة كانت قبيلة عربية بدوية وواحدة من مضارب البدو يعود أصلها إلى ضفتي نهر الأردن (وادي الأردن)، حيث استقرت وانتشرت منذ بدايات القرن العشرين بين ضفتيه، من غور بيسان غرباً وحتى منطقة عجلون ناحية الغور شرقاً حيث ضمت مداشرهم أراضٍ واسعة من ضفاف الاغوار.
يحدّ هذه المضارب من الغرب خط سكة حديد بيسان – سمخ – درعا، وخط بيسان – جسر المجامع، ما أهلها لتكون نقطة محورية في حركة البدو الترحالية وربطها بالمناطق المجاورة. 
من وسط القرية تمر عدة طرق تربط هذه المضارب ببعض مجمعات المياه الراكدة التي تسمى المخاضات منها مخاضة أم توتة ومخاضة القطاف ومخاضة الشيخ قاسم. ومعظم هذه الطرق هي ترابية وتصل بين مزارع القرية الممتدة في غور بيسان الشمالي. تلك الطرق تصل ما بين بيوت القبيلة بقرى المنشية، كوكب الهوا، بخرب المزار والزاوية والزيوان وأم صابونة. شكّلت هذه الشبكة من الطرق والمياه عنصرَي استقرارٍ وازدهارٍ لبدو البشاتوة، الذين عرفوا بالاعتماد على الترحال بين الرعي والزراعة الموسمية.

## الموقع الجغرافي
تقع مضارب البشاتوة في غور بيسان الشمالي التي تنخفض ما بين 200 و225م عن سطح البحر وتشرف مزارع القرية الممتدة في أراضي الغور والزور حتى نهر الأردن شرقاً وترتفع الأرض إلى الغرب من عرب البشاتوة إلى أكثر من 100م عن سطح البحر فيما يعرف بحافة غور بيسان الشمالي. ويعد مجرى وادي البيرة الذي ينحدر من مرتفعات الجليل الأدنى، ويجري في غور بيسان الشمالي ليرفد نهر الأردن الحد الشمالي لامتداد مساكن ومضارب القبيلة أما مجرى وادي العشة الذي يخترق غور بيسان ويرفد نهر الأردن فإنه الحد الجنوبي لها.

## السكان
تضم قبيلة البشاتوة عرب السويمات وعرب حوافظة العمري وعرب البكار وغيرهم. وكان عدد البشاتوة في عام 1922 نحو 950 نسمة، وارتفع عددهم سنة 1931 إلى 1.123 نسمة، وكان مجموع بيوتهم في ذلك العام 234 بيتاً. وفي عام 1945 قدر عددهم بنحو 1,560 نسمة. وقد استولى اليهود على أراضي البشاتوة في عام 1948 بعد أن طردوا أفراد القبيلة من ديارهم.

## مساحة القرية
تبلغ مساحة أراضي البشاتوة 20,739 دونماً منها 2,252 دونماً امتلكها اليهود، و962 دونماً للطرق والأودية. وقد استثمرت هذه الأراضي في زراعة الحبوب والخضراوات والأشجار المثمرة، وأهمها أشجار الموز. واستثمر جزء من هذه الأراضي في رعي مواشي عرب البشاتوة أثناء فصلي الشتاء والربيع. وكانت الزراعة تعتمد على الأمطار في حين كانت تروى بعض المزارع بمياه وادي البيرة. وبالقرب من أراضي البشاتوة بعض التلال الأثرية مثل تل شمدين وتل زنبقية.

## احتلال القرية
احتلت قرية البشاتوة من قبل الاحتلال الصهيوني بتاريخ 16 ايار، حيث تم تدميرها بالكامل، نتيجة الاحتلال والتدمير قام أهل القرية بالنزوح إلى بلدة مجاورة.

## القرية اليوم
بعد أن طرد أهالي القرية من قبل اليهود أقاموا مستعمرة  نفي أور على أراضيهم.